# Paruline des bambous
Geothlypis semiflava
Espèce
Statut de conservation UICN

 LC  : Préoccupation mineure
La Paruline des bambous (Geothlypis semiflava) est une espèce de passereaux appartenant à la famille des Parulidae.

## Distribution

Carte de répartition de l'espèce (en vert)

La Paruline des bambous se trouve dans le sud de l'Amérique centrale et dans le nord-ouest de l'Amérique du Sud.

## Systématique
D'après la classification de référence (version 5.2, 2015) du Congrès ornithologique international, cette espèce est constituée des deux sous-espèces suivantes :
- G. s. bairdi Ridgway, 1884 (Honduras, Nicaragua, Costa Rica et Panama) ;
- G. s. semiflava, P. L. Sclater, 1860 (Colombie et Équateur).

## Habitat
Cette paruline habite les prairies à la végétation haute et humide le long des lisières forestières et dans les clairières. On la trouve aussi dans les pâturages buissonnants adjacents aux forêts et aux fruticées.